# Харисбург (Мисури)
Харисбург (енгл. Harrisburg) град је у америчкој савезној држави Мисури.

## Демографија
По попису из 2010. године број становника је 266, што је 82 (44,6%) становника више него 2000. године.
| Група             | 2000.       | 2010.       |
| Белци             | 176 (95,7%) | 257 (96,6%) |
| Афроамериканци    | 0 (0,0%)    | 1 (0,4%)    |
| Азијати           | 0 (0,0%)    | 0 (0,0%)    |
| Хиспаноамериканци | 0 (0,0%)    | 1 (0,4%)    |
| Укупно            | 184         | 266         |